# Trolejbusová doprava v Segedíně

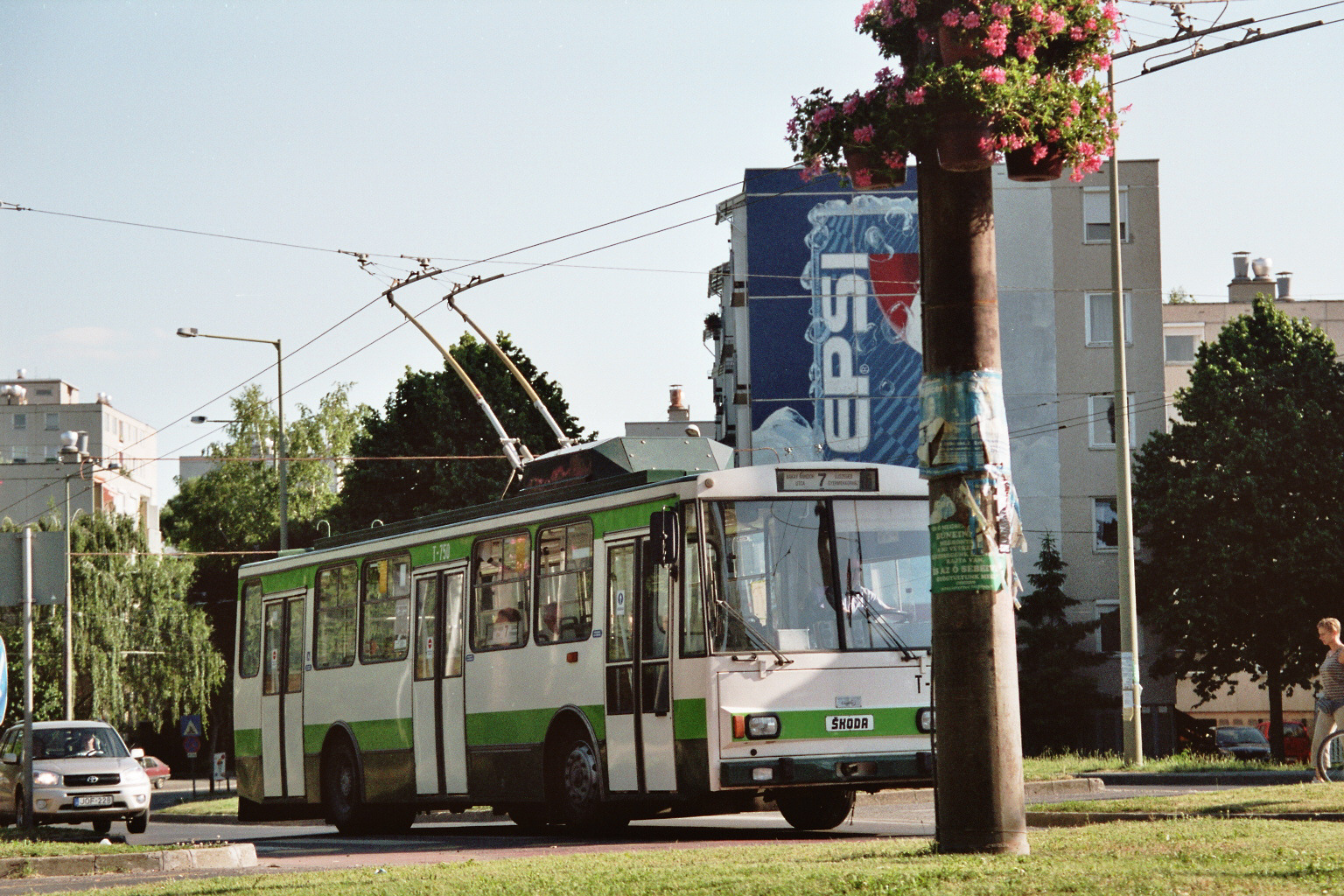
Szegedský trolejbus Škoda 14Tr

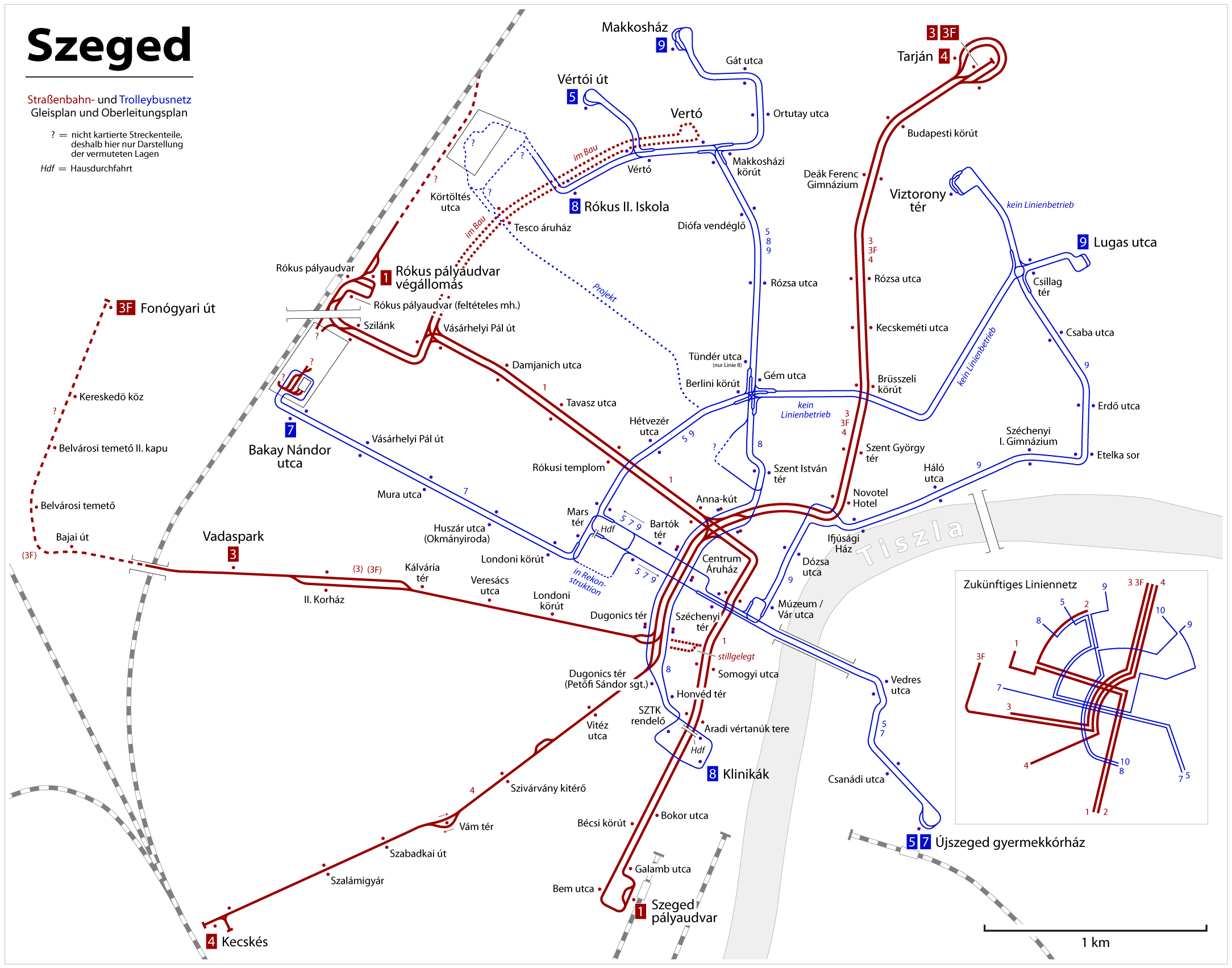
Schéma trolejbusové (modře) a tramvajové (červeně) sítě v Segedíně

Jedna ze tří sítí trolejbusové dopravy v Maďarsku se nachází také v Segedíně. Jedná se o provoz malý (4 linky) a poměrně mladý (doprava zahájena 1979).

## Historie
O výstavbě trolejbusové sítě v Segedíně bylo rozhodnuto v 70. letech, kdy po zvýšení cen ropy přestaly ekonomicky vyhovovat autobusy, masově zavedené v 60. letech díky nízkým cenám paliv. Doprava na první segedínské trolejbusové lince byla zahájena 29. dubna 1979 mezi zastávkou Bartók tér a segedínskou dětskou nemocnicí. Tato linka byla o dva roky později prodloužena na současnou konečnou Vértói út. Dalšího prodloužení trolejbusové sítě se Segedín dočkal v letech 1982 a 1983. Nejdříve byla vystavěna odbočka v centru města do zastávky Vidra utca, o rok později byl zahájen provoz na odbočce na okraji města, na konečnou Makkosháza. V roce 1985 byla zprovozněna dlouhá trať z centra města severovýchodním směrem do zastávky Lugas utca. Další rozvoj místních trolejbusů nastal až na přelomu 20. a 21. století. Roku 1998 byla otevřena odbočka z tratí na severu města na konečnou Körtöltés utca. V roce 2004 začaly jezdit trolejbusy i do severozápadní části města z centra do zastávky Bakay Nándor utca. Zatím poslední zprovozněnou tratí je úsek Vidra utca – Dugonics tér ve středu Segedíně, který kříží trať k nemocnici.

## Vozový park
Vozový park segedínských trolejbusů tvořily zpočátku výhradně vozy sovětské výroby ZiU 9, případně jeho varianty. Byly dodávány mezi lety 1979 a 1986, včetně ojetých trolejbusů z Budapešti. Na začátku 90. let bylo dodáno několik článkových vozidel Ikarus 280 T a také 11 československých vozů Škoda 15Tr (kloubové) a jeden sólo trolejbus Škoda 14Tr. Na přelomu 20. a 21. století byl vozový park obnoven nákupem ojetých vozů 14Tr a 15Tr z Česka. V Segedíně také skončily tři vyřazené Škody 21Tr z Českých Budějovic a prototypy 21TrACG a 22TrAC (původně zkušební vozy výrobce). V provozu jsou zde i trolejbusy přestavěné z autobusů značek Volvo (1 ks) a Mercedes-Benz Citaro (4 ks). V roce 2007 zakoupil segedínský dopravní podnik pět vyřazených autobusů Škoda 21Ab z Plzně, které na trolejbusy přestavěl a zprovoznil v roce 2009. Vozidla Škoda tak tvoří drtivou část místního vozového parku, který dohromady čítá přibližně 35 vozů. V současnosti Segedín odkupuje vyřazené trolejbusy typu Škoda 15Tr po modernizaci z Českých Budějovic.